# Ray Bolger
Raymond Wallace Bulcao (ur. 10 stycznia 1904 w Dorchester, zm. 15 stycznia 1987 w Los Angeles) – amerykański aktor i komik, odtwórca kultowej roli Stracha na wróble w Czarnoksiężniku z Oz (1939).
Urodził się w rodzinie katolickiej jako syn Anne C. (z domu Wallace) i Jamesa Edwarda Bolgera. Wychował się w Massachusetts. Rozpoczął karierę jako połowa duetu Sanford & Bolger. Wspiął się na szczyt sceny wodewilowej tańcząc w nowojorskim Palace Theatre. Występował w wielu musicalach na Broadwayu, w tym Life Begins at 8:40, On Your Toes i Where’s Charley?, który przyniósł mu nagrodę Tony Award (1949) za najlepszy występ w roli głównej w musicalu.
W 1929 ożenił się z Gwendolyn Rickard.

## Filmografia

### Filmy
- 1936: Wielki Ziegfeld jako Ray Bolger
- 1938: Zakochani jako Hans
- 1939: Czarnoksiężnik z Oz jako Strach na wróble
- 1941: Sunny jako Bunny Billings
- 1943: Stage Door Canteen jako Ray Bolger
- 1946: Dziewczęta Harveya jako Chris Maule
- 1982: Annie jako człowiek od efektów dźwiękowych

### Seriale TV
- 1977: Statek miłości jako Horace McDonald
- 1978-79: Domek na prerii jako Toby Noe
- 1979: Battlestar Galactica jako Vector
- 1979: Statek miłości jako Andy Hopkins